# Dronninglund Gymnasium
Dronninglund Gymnasium er et gymnasium i Dronninglund i det østlige Vendsyssel.
Gymnasiet blev oprettet af Nordjyllands Amt i 1979 og havde de første år til huse i lånte lokaler på Dronninglund Skole. I august 1981 stod gymnasiets nuværende bygninger færdige. 1990-2013 var Peter Hvid Jensen rektor.

## Slotskollegiet
Slotskollegiet er et kollegium på Dronninglund Slot, som tilbyder studieboliger, til elever fra gymnasiet, som ønsker at bo tættere på skolen, end deres forældre måske gør, eller bare ønsker samvær med deres klassekammerater og bekendte fra gymnasiet, i deres fritid. Elever, som bor på slotskollegiet betaler en månedlig leje som inkluderer gratis morgenmad, formiddagsbolle og frokost på alle skoledage.